# Kazuki Yamaguchi (Fußballspieler, 1986)
Kazuki Yamaguchi (japanisch 山口 和樹 Yamaguchi Kazuki; * 7. Oktober 1986 in der Präfektur Fukuoka) ist ein  ehemaliger japanischer Fußballspieler.

## Karriere
Yamaguchi erlernte das Fußballspielen in der Universitätsmannschaft der Fukuoka-Universität. Seinen ersten Vertrag unterschrieb er 2009 bei Avispa Fukuoka. Der Verein spielte in der zweithöchsten Liga des Landes, der J2 League. Am Ende der Saison 2010 stieg der Verein in die J1 League auf. Am Ende der Saison 2011 stieg der Verein wieder in die J2 League ab. Für den Verein absolvierte er 50 Ligaspiele. Ende 2013 beendete er seine Karriere als Fußballspieler.